# Aeroport de Chingozi
L'aeroport de Chingozi (o Aeroport de Matundo) (codi IATA: TET, codi OACI: FQTT) és un aeroport que serveix Tete, capital de la província de Tete a Moçambic. Segons la BBC s'estava construint un nou aeroport i l'actual es tancaria per permetre les activitats d'extracció de carbó.

## Aerolínies i destinacions
| Aerolínies                 | Destinacions                                                       |
| -------------------------- | ------------------------------------------------------------------ |
| Airlink                    | Johannesburg-OR Tambo                                              |
| LAM Aerolínies de Moçambic | Beira, Johannesburg-OR Tambo, Lichinga, Maputo, Nampula, Quelimane |
| Malawian Airlines          | Blantyre, Harare, Lilongwe                                         |
| Moçambique Expresso        | Maputo                                                             |